# Àcid araquidònic
L'àcid araquidònic, i de nom sistemàtic àcid (5Z,8Z,11Z,14Z)-eicosa-5,8,11,14-tetraenoic, és un àcid carboxílic poliinsaturat de cadena lineal amb vint àtoms de carboni, la qual fórmula molecular és {\displaystyle {\ce {C20H32O2}}}. En bioquímica és considerat un àcid gras ω-6, ja que té un doble enllaç C=C situat entre el carboni 6 i el 7 començant per l'extrem oposat al grup carboxil, i se simbolitza per AA (de l'anglès arachidonic acid), C20:4 n-6, C20:4 ω-6, que fa referència al fet que té en total quatre enllaços dobles C=C, dos d'ells en conformació cis, disposats de forma alternada.

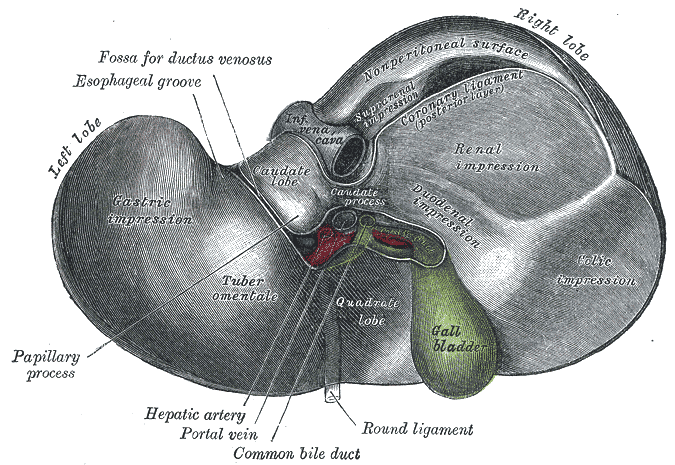
Dibuix d'un fetge humà

A temperatura ambient és un líquid, el qual punt de fusió és de –49,5 °C i que a només 1 mm Hg bull a 163 °C. La seva densitat és de 0,9082 g/cm³ a 20 °C i el seu índex de refracció val 1,4824 a 20 °C. És soluble en acetona, metanol, dietilèter i èter de petroli. Fou aïllat per primera vegada el 1907 a partir de teixits de mamífers per Percival Hartley i anomenat el 1913 per part de J. Lewkowitsch com àcid araquidònic per la seva relació amb l'àcid araquídic (C20:0).
És un constituent de molts fosfolípids d'animals i també d'algunes falgueres i molses. Hom el troba en els greixos d'animals terrestres, lípids cerebrals, hepàtics, glandulars i òvuls.